# Laura Boujenah
Pour les articles homonymes, voir Boujenah.
Laura Boujenah est une actrice française d’origine  tunisienne. Elle est connue pour avoir joué dans House of Time avec Julia Piaton et Pierre Deladonchamps ainsi que dans Blockbuster avec Charlotte Gabris et Syrus Shahidi.

## Biographie

### Vie privée
Elle est la nièce de Michel Boujenah. Elle est la cousine de Joseph Boujenah, Louise Boujenah et de Lucie Boujenah.

## Filmographie

### Cinéma
- 2009 : Le Petit Nicolas de Laurent Tirard : La sage-femme
- 2009 : Fais-moi plaisir ! d'Emmanuel Mouret : Sœur Aneth 2
- 2012 : Cloclo de Florent Emilio-Siri : Josette Martin
- 2012 : Astérix et Obélix : Au service de Sa Majesté de Laurent Tirard : La jeune Gauloise
- 2014 : 24 jours d'Alexandre Arcady : Policière RER
- 2015 : House of Time de Jonathan Helpert : Catherine Bénichou
- 2017 : Blockbuster de July Hygreck : Sarah
- 2018 : Cuba no, Cuba si de Caroline Chomienne[2],[3]: Nina
- 2018 : Clément, Alex et tous les autres de Cheng-Chui Kuo[4] : Maeva
- 2021 : Oxygène : Alice Hansen

### Télévision
- 2011 : Commissaire Magellan (saison 3, épisode 4 : Pur sang) : Émilie Vauzelle
- 2011 : Julie Lescaut (saison 21, épisode 1 : Pauvre petite fille riche) : Eva Philibert
- 2012 : Bref. : l'amoureuse du dernier épisode
- 2016 : Juste un regard : Éléonore
- 2017 : Cherif (saison 4, épisode 6 : Hors la loi) : Morgane Didot
- 2020 : Balthazar (saison 3, épisode 1 : Paradis perdu) : Bérénice
- 2022 : Face à Face (saison 1, épisode 4 : Emprise) : Patricia Préchin
- 2023 : Poulets grillés - La Belle et le Clochard, téléfilm de July Hygreck : Camilla Chabrier
- 2024 : Panda réalisé par Jeremy mainguy

## Théâtre
- 2015 : L'Enjeu de Delphine Eliet[5]
- 2015 : TIME avec Alexandra Badea[5]
- 2016 : Tout à refaire avec Philippe Lellouche et Gérard Darmon à Olympia de Montréal[6].
- 2022 : Sous la Grande Arche m.e.s Alexandre Markoff